# Nyctycia
Nyctycia is een geslacht van vlinders van de familie Uilen (Noctuidae), uit de onderfamilie Cuculliinae.

## Soorten
- N. flavipicta Hampson, 1894
- N. harmodina Draudt, 1950
- N. latibasalis Warren, 1913
- N. mesomelana Hampson, 1902
- N. pectinata Draudt, 1950
- N. persimilis Hampson, 1894
- N. plagiogramma Hampson, 1905
- N. shelpa Yoshimoto, 1993